# Trebovec
Trebovec is een plaats in de gemeente Ivanić-Grad in de Kroatische provincie Zagreb. De plaats telt 376 inwoners (2001).